# Vain Glory Opera
Vain Glory Opera è il terzo album della power metal band Edguy, uscito nel 1998 per la AFM Records.

## Il disco
Con quest'album la band tedesca ha gettato le basi per i loro successivi album ed è -probabilmente- l'album più conosciuto del gruppo. All'album hanno collaborato Timo Tolkki, chitarrista degli Stratovarius (che oltre ad aver suonato in Out of Control ha anche prodotto il disco) e Hansi Kürsch dei Blind Guardian (voce in Out of Control e nella title track). Ulteriori contributi ai cori sono stati dati da Ralf Zdiarstek e da Norman Meiritz.

## Tracce
1. Overture – 1:31
2. Until We Rise Again – 4:28
3. How Many Miles – 5:39
4. Scarlet Rose – 5:10
5. Out of Control – 5:04
6. Vain Glory Opera – 6:08
7. Fairytale – 5:11
8. Walk on Fighting – 4:46
9. Tomorrow – 3:53
10. No More Foolin – 4:55
11. Hymn (Ultravox cover) – 4:53

## Formazione
- Tobias Sammet: voce, basso, tastiere
- Jens Ludwig: chitarra
- Dirk Sauer: chitarra
- Felix Bohnke: batteria

### Ospiti
- Ralf Zdiarstek: cori
- Norman Meiritz: cori
- Andy Allendorfer: cori
- Hansi Kürsch:  voce in Out of Control e Vain Glory Opera
- Timo Tolkki: chitarra in Out of Control